# Temporada de ciclones na região da Austrália de 2006-2007
A temporada de ciclones na região da Austrália de 2006-07foi um evento no ciclo anual de formação de ciclones tropicais. A temporada começou oficialmente em 1 de Novembro de 2006 e terminou em 30 de Abril de 2007. O plano operacional regional de ciclones tropicais define um "ano de ciclones tropicais" separado de uma "temporada de ciclones tropicais". O "ano de ciclones tropicais" começou oficialmente em 1 de Julho de 2006 e terminou em 30 de Junho de 2007. A área de monitoração de ciclones na região da Austrália fica no Hemisfério sul, limitada pela linha do Equador e pelos meridianos 90°E e 160ºE. Esta área inclui a Austrália, Papua-Nova Guiné, Timor-Leste, parte ocidental das Ilhas Salomão e partes da Indonésia.
Os ciclones tropicais que se formam nesta área são monitorados por cinco centros de aviso de ciclone tropical (CACTs): Bureau of Meteorology em Perth, em Darwin e em Brisbane; pelo CACT de Jacarta, Indonésia e pelo CACT de Port Moresby, Papua-Nova Guiné O Joint Typhoon Warning Center (JTWC) emite avisos não oficiais para a região, designando ciclones tropicais com o sufixo "S" quando se formam a oeste do meridiano 135°L e com o sufixo "P" quando se formam a leste do meridiano 135°L.

## Sistemas

### Baixa tropical Isobel
Uma área de convecção com intensa atividade de temporais foi observada pela primeira vez em 29 de Dezembro de 2006. No dia seguinte, o Centro de Aviso de Ciclone Tropical (CACT) de Perth classificou o sistema como uma área de baixa pressão tropical (i.e. depressão tropical). e começou a emitir avisos regulares em 31 de Dezembro. O Joint Typhoon Warning Center (JTWC) emitiu um alerta de formação de ciclone tropical (AFCT) sobre o sistema no começo da madrugada de 2 de Janeiro de 2007 e o CACT de Perth classificou o sistema como um ciclone tropical mais tarde naquele dia, atribuindo-lhe o nome Isobel. Logo em seguida, o JTWC fez o mesmo, designando o sistema como "ciclone tropical 07S".
Isobel foi desclassificado para uma baixa tropical em 3 de Janeiro assim que fez landfall ao longo de Eighty Mile Beach, Austrália Ocidental, e os avisos regulares foram cancelados ainda durante aquela manhã (UTC).
A área de baixa pressão remanescente de Isobel fundiu-se com uma profunda área de baixa pressão sobre a costa sul da Austrália Ocidental, gerando um forte ciclone extratropical, que provocou chuvas torrenciais e ventos que superavam 120 km/h. Em algumas regiões, a precipitação chegou a 100 mm.
Em análises pós-tempestade, o Bureau of Meteorology, a agência meteorológica australiana, desclassificou Isobel para uma área de baixa pressão tropical, analisando que o sistema não tinha um centro bem definido para ser qualificado como um ciclone tropical.

### Ciclone tropical Nelson
Em 30 de Janeiro, o Centro de Aviso de Ciclone Tropical (CACT) de Darwin identificou a formação de uma baixa tropical logo ao norte da costa do Território do Norte, Austrália. No dia seguinte, alertas de ciclone foram emitidos para a região e em 1 de Fevereiro, estes alertas foram substituídos por avisos de ciclone, enquanto que outros alertas ficaram em efeito na costa do Golfo de Carpentária. Ainda no mesmo dia, o Joint Typhoon Warning Center (JTWC) emitiu um alerta de formação de ciclone tropical (AFCT) sobre o sistema, que foi cancelado em 3 de Fevereiro depois que o sistema não mostrou sinais de intensificação. Assim que o sistema aproximou-se da costa sul do Golfo de Carpentária, começou a se deslocar para leste e voltou a se intensificar. Em 5 de Fevereiro, o JTWC emitiu um novo AFCT, enquanto que o Centro de Aviso de Ciclone Tropical (CACT) de Brisbane classificou o sistema como um ciclone tropical, atribuindo-lhe o nome Nelson. O ciclone continuou a se intensificar até atingir a costa do Golfo de Carpentária em Queensland em 6 de Fevereiro, como um ciclone de categoria 2 na escala australiana.
Nelson se enfraqueceu sobre a Península do Cabo York, mas era previsto que voltasse a se fortalecer assim que alcançasse o Mar de Coral. Isso provocou a emissão de um alerta de ciclone na costa de Queensland. No entanto, Nelson dissipou-se completamente sobre a região enquanto que as áreas de convecção remanescentes do ciclone formaram uma nova área de baixa pressão a poucos quilômetros na costa de Cairns em 6 de Fevereiro.

### Baixa tropical TCWC Brisbane
Numa nova área de baixa pressão formou-se logo a leste do ciclone Nelson em dissipação sobre a Península do Cabo York em 6 de Fevereiro. Movendo-se para leste, o sistema gradualmente se afastava da costa de Queensland e em 7 de Fevereiro, o Centro de Aviso de Ciclone Tropical (CACT) de Brisbane emitiu seu último aviso sobre o sistema, mas continuou a monitorar a baixa nos seus boletins ultramarinos.
O sistema encontrou condições desfavoráveis para a sua intensificação e o CACT de Brisbane parou de monitorar o sistema em 9 de Fevereiro.

### Baixa tropical Humba
Em 20 de Fevereiro, o CACT de Perth começou a monitorar uma área de baixa pressão tropical perto do limite ocidental de sua área de responsabilidade. Movendo-se para oeste, o sistema cruzou o meridiano 90°L para se tornar o ciclone Humba. Sendo assim, o CACT de Perth emitiu seu último aviso sobre o sistema em 21 de Fevereiro.

### Baixa tropical Odette
Em 2 de março, o Centro de Aviso de Ciclone Tropical (CACT) de Brisbane começou a emitir avisos regulares sobre uma baixa tropical que formou-se de um cavado de monção a leste da costa de Queensland. Imediatamente, um alerta de ciclone foi emitido para a costa entre Ayr e St Lawrence. No dia seguinte, o CACT de Brisbane classificou a baixa como um ciclone tropica e lhe atribuiu o nome Odette e, mais tarde, os alertas de ciclone foram descontinuados assim que o sistema tornou-se quase estacionário sobre o Mar de Coral. Praticamente ao mesmo tempo, o Joint Typhoon Warning Center (JTWC) emitiu um alerta de formação de ciclone tropical (AFCT) sobre o sistema, que foi cancelado assim que Odette encontrou forte cisalhamento do vento em 4 de Março.
Ainda naquele dia, com o enfraquecimento do sistema, o CACT de Brisbane desclassificou o sistema para uma baixa tropical. Passando a seguir para leste, o sistema cruzou o meridiano 160°L, seguindo para a área de responsabilidade do Centro Meteorológico Regional Especializado (CMRE) de Nadi e o CACT de Brisbane emitiu seu aviso final sobre o sistema em 7 de Março.
Em análises pós-tempestade, o CACT desclassificou Odette para uma área de baixa pressão tropical.

### Ciclone tropical severo George
Uma área de baixa pressão tropical que tinha se formado na região de Top End no Território do Norte em 27 de Fevereiro começou a mostrar sinais de desenvolvimento e o Centro de Aviso de Ciclone Tropical (CACT) de Darwin começou a emitir avisos regulares sobre o sistema em 1 de Março enquanto que a baixa ainda estava sobre terra. O Joint Typhoon Warning Center (JTWC) emitiu um alerta de formação de ciclone tropical (AFCT) sobre o sistema mais tarde naquele dia e classificou o sistema como o ciclone tropical 17S assim que a baixa seguiu sobre água.
No final da noite (UTC) de 3 de Março, o CACT de Darwin classificou o sistema como um ciclone tropical, atribuindo-lhe o nome George, o primeiro nome da lista de nomes de ciclones do CACT de Darwin desde Março de 2004. George continuou a se fortalecer antes de atingir a costa da região de Kimberley, Austrália Ocidental, na costa oeste do Golfo de Joseph Bonaparte. Sobre terra, George enfraqueceu-se para uma baixa tropical, mas a tendência de enfraquecimento foi de curta duração e, quando George começou a seguir sobre o oceano novamente, foi classificado imediatamente como um ciclone de categoria 1 na escala australiana.
O Centro de Aviso de Ciclone Tropical (CACT) de Perth começou a monitorar George assim que o ciclone deixou a área de responsabilidade do CACT de Darwin. Inicialmente, o sistema era desorganizado e falhou em se intensificar rapidamente. No entanto, a partir de 7 de Março, George começou a se intensificar rapidamente e tornou-se um ciclone tropical severo. Abruptamente, George começou a seguir para o sul mais tarde durante aquele dia, aproximando-se da região de Pilbara, Austrália Ocidental, enquanto crescia em tamanho. Assim que George continuava a se deslocar para o sul em direção a Ilha Bedout em 8 de Março, George foi classificado como um ciclone de categoria 4 na escala australiana, com ventos máximos sustentados de 195 km/h. No entanto, análises pós-tempestade aumentaram o pico de intensidade do ciclone para 205 km/h pouco antes de George fazer landfall e o sistema foi classificado como um ciclone de categoria 5 na escala australiana. O ciclone George fez landfall logo a leste de Port Hedland por volta das 13:00 (UTC) daquele dia, durante seu pico de intensidade, com uma pressão mínima de 902 hPa.
O JTWC emitiu seu aviso final sobre George no começo da madrugada (UTC) de 9 de Março. O CACT de Perth fez o mesmo ainda no mesmo dia. O ciclone George foi o ciclone tropical mais intenso a atingir a cidade de Port Hedland desde o Ciclone Joan em 1975. Três pessoas morreram e outras 28 ficaram feridas como resultado da passagem do severo ciclone.
As análises pós-tempestade do JTWC elevaram o pico de intensidade de George para 220 km/h, fazendo de George um ciclone com intensidade equivalente a um furacão de categoria 4 na escala de furacões de Saffir-Simpson.

### Ciclone tropical severo Jacob
Uma área de baixa pressão tropical formou-se sobre o Mar de Timor em 2 de Março. Seguindo lentamente para oeste, o sistema intensificou-se gradualmente e em 7 de Março, o Centro de Aviso de Ciclone Tropical (CACT) de Perth classificou o sistema como um ciclone tropical e atribuiu-lhe o nome Jacob. Imediatamente, alertas de ciclone foram emitidas para Christmas Island. No mesmo dia, o Joint Typhoon Warning Center (JTWC) classificou o sistema como o ciclone tropical 18S. O sistema continuou a se fortalecer gradualmente e em 8 de Março, o CACT de Perth classificou o sistema como um ciclone tropical severo de categoria 3 na escala australiana.
No entanto, Jacob começou a se enfraquecer assim que começou a seguir para leste, afastando-se de Christmas Island. Logo em seguida, Jacob voltou a se fortalecer assim que começou a seguir para sudeste, em direção à costa da região de Pilbara, Austrália Ocidental. Alertas de ciclone foram emitidas para a região, que acabara de sofrer o impacto do ciclone George. Jacob continuou a se enfraquecer e em 12 de Março, o sistema atingiu Port Hedland como um ciclone de categoria 1 na escala australiana. Logo após o landfall, o CACT de Perth desclassificou Jacob para uma baixa tropical e emitiu seu aviso final sobre o sistema.

### Ciclone tropical severo Kara
Em 24 de Março, uma área de baixa pressão tropical formou-se próxima à costa de Kimberley, Território do Norte. Seguindo para oeste, o sistema rapidamente se organizou e o Joint Typhoon Warning Center (JTWC) emitiu um alerta de formação de ciclone tropical (CACT) sobre o sistema e em 25 de Março. O Centro de Aviso de Ciclone Tropical (CACT) de Perth classificou o sistema como um ciclone tropical e atribui-lhe o nome Kara. Kara intensificou-se rapidamente com ótimas condições meteorológicas e tornou-se um ciclone tropical severo no começo da madrugada (UTC) de 26 de Março.
Assim que Kara começou a seguir para o sul, alertas de ciclone foram emitidas para toda a costa da região de Pilbara, Austrália Ocidental. Após atingir seu pico de intensidade com ventos máximos sustentados de 195 km/h ainda em 26 de Março, Kara começou a se enfraquecer rapidamente com o intenso aumento do cisalhamento do vento. Durante a noite (UTC) de 27 de Março, o JTWC emitiu seu aviso final sobre o sistema, enquanto que o CACT de Perth fez o mesmo no começo da madrugada (UTC) de 28 de Março assim que Kara se dissipava perto de Eighty Mile Beach, Austrália.

### Ciclone tropical Pierre
No começo da madrugada de 16 de Maio, mais de duas semanas após o fim oficial da temporada ciclônica na região da Austrália, uma área de baixa pressão formou-se próximo às Ilhas Salomão. Seguindo para oeste, o sistema organizou-se rapidamente sobre o Mar de Salomão e o Joint Typhoon Warning Center (JTWC) emitiu um alerta de formação de ciclone tropical (AFCT). No dia seguinte, o Centro de Aviso de Ciclone Tropical (CACT) de Brisbane classificou o sistema como um ciclone tropical e atribuiu-lhe o nome Pierre. Mais tarde, o JTWC começou a emitir avisos regulares sobre o sistema.
No entanto, Pierre encontrou forte cisalhamento do vento e ar seco, inibindo a sua intensificação. Com isso, Pierre perdeu praticamente todas as suas áreas de convecção associadas e foi desclassificado para uma área de baixa pressão tropical assim que atingiu a costa nordeste da Papua-Nova Guiné, perto de Wanigela, em 20 de Maio. Posteriormente, a área de baixa pressão tropical remanescente de Pierre adentrou no Mar de Coral, provocando fortes chuvas na Península do Cabo York. O sistema dissipou-se completamente assim que passava pelo norte do Golfo de Carpentária.

## Energia ciclônica acumulada
| 1             | 8,889 | George | 4 | 1,106 | Nelson |
| 2             | 5,686 | Jacob  | 5 | 0,858 | Pierre |
| 3             | 4,053 | Kara   | 6 | 0,603 | Isobel |
| Total: 19,735 |       |        |   |       |        |

A tabela a direita mostra a Energia ciclônica acumulada (ECA) para cada ciclone tropical formado durante a temporada. A ECA é, de forma abrangente, uma energia medida da tempestade multiplicada pelo tempo em que a mesma existiu. Quanto mais tempo dura e quanto mais forte a tempestade, a mesma terá uma ECA maior. A ECA somente é calculada para aqueles sistemas que alcancem força de tempestade tropical, ou seja, sistemas cujos ventos alcancem 63 km/h ou mais.

## Nomes das tempestades
Os centros de aviso de ciclone tropical (CACTs) de Perth, Darwin e de Brisbane, controlados pelo Bureau of Meteorology, e os CACTs de Jacarta, Indonésia, e o de Port Moresby, Papua-Nova Guiné, têm a função de monitorar e atribuir nomes a ciclones tropicais em suas áreas de responsabilidade.
Ciclones tropicais são nomeados somente se forem sistemas de baixa pressão não-frontais de escala sinótica que se desenvolvem sobre águas quentes, ou se análise de intensidade Dvorak indicar a presença de ventos com intensidade de ventania ou mais forte na escala de Beaufort perto do centro do sistema. Portanto, um sistema tropical que apresente fortes ventos em apenas em um ou mais quadrantes, mas não perto do centro, não recebem nomes. Todos os nomes atribuídos na bacia da região australiana são usados sequencialmente, ou seja, não há uma lista estabelecida para cada ano.

### Oceano Índico sudeste
Os ciclones tropicais que se desenvolvam a leste do meridiano 90°E, ao sul do paralelo 10°S e a oeste do meridiano 125°E são nomeados e monitorados pelo Centro de Aviso de Ciclone Tropical (CACT) de Perth. Em 2006 e 2007, com a inoperação do CACT de Jacarta, o CACT de Perth também ficou responsável pela entre os meridianos 90°E e 125ºE e os paralelos 10°S e a linha do Equador.
- Isobel
- Jacob
- Kara

### Mar de Arafura e Golfo de Carpentária Ocidental
Os ciclones tropicais que se desenvolvam entre os meridianos 125°E e 141°E e ao sul do paralelo 10°S são nomeados e monitorados pelo Centro de Aviso de Ciclone Tropical (CACT) de Darwin, Território do Norte. Assim como o CACT de Perth, com a inoperação do CACT de Jacarta em 2006 e 2007, o CACT de Darwin também ficou responsável pela área entre os meridianos 125°E e 141°E e entre os paralelos 10°S e a linha do Equador.
- George

### Mar de Coral e Golfo de Carpentária Oriental
Os ciclones tropicais que se desenvolvam entre os meridianos 141°E e 160°E e ao sul do paralelo 10°S são nomeados e monitorados pelo Centro de Aviso de Ciclone Tropical (CACT) de Brisbane, Queensland.
- Nelson
- Odette
- Pierre

### Mar de Salomão e Golfo de Papua
Os ciclones tropicais que se desenvolvam entre os meridianos 141°L e 160°L e entre os paralelos 10°S e a linha do Equador são nomeados e monitorados pelo Centro de Aviso de Ciclone Tropical (CACT) de Port Moresby, Papua-Nova Guiné. Durante a temporada ciclônica de 2006-07, nenhum ciclone tropical formou-se dentro de sua área de responsabilidade.